# کوه رنجانی
کوه رنجانی (به لاتین: Mount Rinjani) یک آتشفشان چینه‌ای و کوه در اندونزی است که در Gunung Rinjani National Park واقع شده‌است. کوه رنجانی ۳٬۷۲۶ متر بالاتر از سطح دریا واقع شده‌است.